# Seis días de Buenos Aires
Los Seis días de Buenos Aires era una carrera de ciclismo en pista, de la modalidad de seis días, que se disputaba en Buenos Aires (Argentina). Su primera edición data del 1936 y se disputó hasta 2000 con diferentes paréntesis.

## Palmarés
| Año       | Ganadores                           | Segundos                            | Terceros                                  |
| --------- | ----------------------------------- | ----------------------------------- | ----------------------------------------- |
| 1936      | Antonio Prior Rafael Ramos          | Bobby Echeverria Jack Sheehan       | Willy Korsmeier Karl Kretschmer           |
| 1937 (1)  | Gottfried Hürtgen Karl Göbel        | Vicente Demetrio Antonio Prior      | Willy Korsmeier Luciano Montero           |
| 1937 (2)  | Gottfried Hürtgen Karl Göbel        | Gino Banbagiotti Ferdinand Grillo   | Jean Van Buggenhout Michel Van Vlockhoven |
| 1938      | edición no realizada                |                                     |                                           |
| 1939      | Remigio Saavedra Camiel Dekuysscher | Ferdinand Grillo Raffaele Di Paco   | Karl Göbel Gottfried Hürtgen              |
| 1940      | Gottfried Hürtgen Raffaele Di Paco  | Erland Christensen Mario Mathieu    | Roger Deneef Constant Huys                |
| 1941      | edición no realizada                |                                     |                                           |
| 1942      | Fernand Wambst Antonio Bertola      | Mario Mathieu Remigio Saavedra      | Constant Huys Frans Slaats                |
| 1943      | Remigio Saavedra Mario Mathieu      | Antonio Bertola Raffaele Di Paco    | Constant Huys Frans Slaats                |
| 1944      | Frans Slaats Raffaele Di Paco       | Mario Mathieu Remigio Saavedra      | Antonio Bertola Constant Huys             |
| 1945      | Remigio Saavedra Mario Mathieu      | Antonio Bertola Raffaele Di Paco    | Constant Huys Bruno Loatti                |
| 1946      | Émile Ignat Gilbert Doré            | Ángel Castellani Mario Mathieu      | Raoul Breuskin Emile Bruneau              |
| 1947      | Alvaro Giorgetti Antonio Bertola    | Gilbert Doré Émile Ignat            | Emile Bruneau Remigio Saavedra            |
| 1948      | Ángel Castellani Antonio Bertola    | Alvaro Giorgetti Robert Vercellone  | Alejandro Fombellida Raoul Martin         |
| 1949      | Alvaro Giorgetti Robert Vercellone  |                                     | Antonio Bertola Ángel Castellani          |
| 1949      | Raoul Martin Alejandro Fombellida   |                                     | Antonio Bertola Ángel Castellani          |
| 1950-1955 | ediciones no realizadas             |                                     |                                           |
| 1956      | Héctor Acosta Bruno Sivilotti       | Antonio Alexandre Rodolfo Caccavo   | Elvio Giacche Óscar Giacche               |
| 1957      | edición no realizada                |                                     |                                           |
| 1958      | Fausto Coppi Jorge Batiz            | Alfred Esmatges Gabriel Saura       | Antonio Alexandre Ramon Vázquez           |
| 1959      | Jorge Batiz Mino De Rossi           | Jacques Bellenger Bernard Bouvard   | Antonio Alexandre Dulio Biganzoli         |
| 1960      | Enzo Sacchi Ferdinando Terruzzi     | Jorge Batiz Ramon Vázquez           | Bernard Bouvard Jean Raynal               |
| 1961      | Miguel Poblet Jorge Batiz           | Leandro Faggin Guido Messina        | Manfred Donike Edy Gieseler               |
| 1963      | Ricardo Senn Jorge Batiz            | Guillem Timoner Francesc Tortellà   | Willy Altig Leo Sterckx                   |
| 1964      | Ricardo Senn Jorge Batiz            | Gustav Kilian Robert Lelangue       | Carlos Roqueiro Mino De Rossi             |
| 1965-1982 | ediciones no realizadas             |                                     |                                           |
| 1983      | Willy Debosscher Stefan Schröpfer   | Avelino Perea Modesto Urrutibeazcoa | Marcelo Alexandre Eduardo Trillini        |
| 1984      | Roman Hermann Eduardo Trillini      | Avelino Perea Modesto Urrutibeazcoa | Willy Debosscher Rene Kos                 |
| 1985-1986 | ediciones no realizadas             |                                     |                                           |
| 1987      | Marcelo Alexandre Eduardo Trillini  |                                     |                                           |
| 1988-1992 | ediciones no realizadas             |                                     |                                           |
| 1993      | Marcelo Alexandre Danny Clark       | Gabriel Curuchet Juan Curuchet      | Hugo Patissoli Erminio Suárez             |
| 1994-1998 | ediciones no realizadas             |                                     |                                           |
| 1999      | Juan Curuchet Gabriel Curuchet      | Adriano Baffi Andrea Collinelli     | Jimmi Madsen Bruno Risi                   |
| 2000      | Juan Curuchet Gabriel Curuchet      | Joan Llaneras Walter Pérez          | Gustavo Artacho Bruno Risi                |